# Alex Chilton

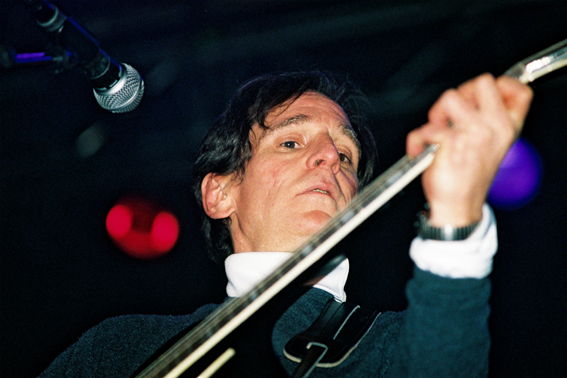
Alex Chilton

Alex Chilton (Memphis, 28 december 1950 – New Orleans, 17 maart 2010) was een Amerikaanse zanger en gitarist die bekend was van de bands The Box Tops en Big Star.
Chilton had met The Box Tops een aantal muzikale successen, waarvan The letter (1967) de grootste was. Na het uiteenvallen van The Box Tops in 1970 speelde Chilton enige tijd solo, om in 1971 met Chris Bell de powerpopband Big Star te vormen, een groep die drie albums uit zou brengen die geen commercieel succes hadden maar wel van invloed zouden zijn op alternatieve bands als R.E.M.. Het door Chilton en Bell geschreven nummer In the Street werd vanaf 1998, in uitvoeringen van Todd Griffin en Cheap Trick, gebruikt als themanummer van de televisieserie That '70s Show.
In de jaren 90 volgden reünies van zowel The Box Tops als Big Star. Van die laatste band verscheen ook nieuw werk.
Chilton overleed na een hartaanval op 17 maart 2010.
- Biblioteca Nacional de España: XX1306578
- Bibliothèque nationale de France: cb13935074h (data)
- Gemeinsame Normdatei: 13434670X
- International Standard Name Identifier: 0000 0001 0861 7521
- Library of Congress Control Number: no99011661
- MusicBrainz: 18b2f43a-fc98-4aab-b69c-eaaba41fecbc
- Nederlandse Thesaurus van Auteursnamen: 096872640
- SNAC: w64t9wxm
- Système universitaire de documentation: 089909062
- Virtual International Authority File: 200231
- WorldCat: E39PBJwMDKPHcthcBvTjxX4THC